# حاجی محمد، گجرات
حاجی محمد (به انگلیسی: Haji Muhammad) یک شهرک در پاکستان است که در ناحیه گجرات واقع شده‌است.